# Bella Fromm
Bella Fromm (* 20. Dezember 1890 in Nürnberg; † 9. Februar 1972 in New York) war eine deutsche Journalistin, die 1938 ins US-amerikanische Exil flüchten musste, weil sie Jüdin war. Dort veröffentlichte sie 1942 den Bestseller Blood and Banquets. A Berlin Social Diary.

## Leben
Bella Fromm wuchs in Kitzingen in Unterfranken/Bayern in einer wohlhabenden Weinhändlerfamilie auf. Sie heiratete 1911 einen Berliner Kaufmann, Max Israel, später Iklé, und bekam 1913 ihre Tochter Grete-Ellen. 1919 wurde die Ehe geschieden. Die Inflation und der Zusammenbruch des Unternehmens ihres zweiten Ehemanns, Karl Julius Steuermann, zwangen sie, ihren Lebensunterhalt selbst zu verdienen. Durch Freunde und Kontakte zum Ullstein Verlag fasste sie Fuß im Journalismus, ab 1928 wurde dieser ihre Haupteinnahmequelle. Sie arbeitete als Lokaljournalistin für das Grunewald-Echo, als Sportreporterin für das 12 Uhr Blatt und die Hamburger Zeitung sowie für die Tennisclub-Zeitschrift Rot-Weiß, als Gesellschaftsreporterin für das 12-Uhr-Blatt, den Berliner Börsen-Courier, die B.Z. am Mittag und die Vossische Zeitung. Die regelmäßige Kolumne Berliner Diplomaten in der Vossischen Zeitung zeichnete sie mit ihrem Namen; Autorenzeilen waren eher eine Ausnahme in dieser Zeitung.
1934 wurde Fromm wie alle jüdischen Journalisten von der nationalsozialistischen Regierung mit Berufsverbot belegt. 1935 kam sie nach dem Besuch ihrer Tochter im US-amerikanischen Exil nach Deutschland zurück, obwohl sie sich der damals gegenwärtigen Gefahren bewusst war. Sie wusste von den Konzentrationslagern, da ihr Onkel, der Kitzinger Kommerzienrat Max Fromm, bereits 1933 für eine Woche in ein Konzentrationslager gesperrt worden war und nur auf Intervention des Reichsbankpräsidenten Hjalmar Schacht wieder freikam. Und sie stand in engem Kontakt mit Leo Baeck, dem Präsidenten der Reichsvertretung der Deutschen Juden, den sie bei seiner Arbeit unterstützte, indem sie durch ihre guten Kontakte zu ausländischen Konsulaten und Politikern Visa für Juden und Jüdinnen besorgte. Bella Fromm gehörte zu den Juden und Jüdinnen, die sich nur schwer von ihrer deutschen Heimat trennten. 1938, zwei Monate vor der Reichspogromnacht, verließ sie das Deutsche Reich.
In New York übernahm sie zunächst verschiedene Jobs als Näherin, Serviererin und Sekretärin und sorgte so für ihren zukünftigen (dritten) Ehemann, Peter Wolffheim (durch Adoption Welles). Ein befreundeter Journalist schlug ihr vor, ihre Erlebnisse aus Berlin – vor allem ab 1933 – im Tagebuchformat zu veröffentlichen. Das Buch Blood and Banquets wurde 1942 veröffentlicht und zu einem Bestseller in den USA. In den umfangreichen Notizen schildert Fromm mit einer Mischung aus Spott und zunehmender Besorgnis den Aufstieg der Nationalsozialisten. Das Werk wurde vor der Veröffentlichung stark bearbeitet. Die Aufzeichnungen wurden vermutlich erst in den USA zusammengestellt. Sie beruhen zum einen auf der Augenzeugenschaft Bella Fromms; dafür sprechen umfangreiche Aufzeichnungen im Nachlass der Journalistin. Da sie andererseits aber auch 1941/42 in den USA zugängliche Meldungen aus Zeitungen und Zeitschriften zur Erstellung von „Tagebucheinträgen“ benutzte, was auch zu sachlichen Fehlern führte, ist die Einordnung von Blood and Banquets als authentisches Tagebuch nicht möglich und sein Quellenwert beschränkt.
Um Material für weitere Vorträge zu sammeln, reiste Fromm ab 1946 regelmäßig nach Deutschland. Ihr deutscher Roman … und war doch umsonst (oder: Die Engel weinen), der 1961 erschien, fand wenig Beachtung. In dem Buch arbeitete Fromm in fiktionalisierter Form ihre Exilerfahrungen auf.
Der Rowohlt Verlag brachte Bella Fromms amerikanischen Bestseller 1993 in leicht gekürzter Fassung auf Deutsch unter dem Titel Als Hitler mir die Hand küßte heraus.

## Ehrungen
- 1918: König Ludwig-Kreuz für nicht militärische Dienste im Ersten Weltkrieg
- 1958: Verdienstkreuz Erster Klasse der Bundesrepublik Deutschland

## Werke
- Blood and Banquets. A Berlin Social Diary. New York 1942, mehrere Auflagen
- ... und war doch umsonst: Roman. Würzburg: Olympia-Verlag [circa 1955]

Neuauflage: Würzburg: Zettner [1967]
- Als Hitler mir die Hand küsste. Berlin: Rowohlt Berlin 1993, ISBN 3-87134-061-8;

Reinbek bei Hamburg: Rowohlt 1994 (Rororo 9766: rororo-Sachbuch) ISBN 3-499-19766-9